# Червен смях
„Червен смях“ е българско седмично илюстровано хумористично списание, орган на Българската комунистическа партия. Излиза в София през 1919 – 1923 г.
До брой 15 е редактиран от Христо Ясенов и Крум Кюлявков, които са и негови идеолози и основатели. Списанието е издание на Партийната социалистическа книжарница и печатница. След това минава под редакцията на Димитър Полянов. На списанието сътрудничат Христо Смирненски, Ангел Каралийчев, Асен Разцветников, Димитър Осинин, Николай Хрелков, Чудомир и др. Като карикатуристи в него се изявяват Крум Кюлявков, Стоян Венев, Александър Жендов, Иван Милев и др.